# العلاقات الدنماركية النيجيرية
العلاقات الدنماركية النيجيرية هي العلاقات الثنائية التي تجمع بين الدنمارك ونيجيريا.

## مقارنة بين البلدين
هذه مقارنة عامة ومرجعية للدولتين:
| وجه المقارنة                                              | الدنمارك                                                     | نيجيريا                     |
| --------------------------------------------------------- | ------------------------------------------------------------ | --------------------------- |
| المساحة (كم2)                                             | 42.92 ألف                                                    | 923.77 ألف                  |
| عدد السكان (نسمة)                                         | 5.79 مليون                                                   | 190.89 مليون                |
| الكثافة السكانية (ن./كم²)                                 | 134.9                                                        | 206.64                      |
| العاصمة                                                   | كوبنهاغن                                                     | أبوجا، لاغوس                |
| اللغة الرسمية                                             | اللغة الدنماركية                                             | لغة إنجليزية، اللغة اليوربا |
| العملة                                                    | كرونة دنماركية                                               | نيرة نيجيرية                |
| الناتج المحلي الإجمالي (بليون دولار)                      | 324.87 مليار                                                 | 375.77 مليار                |
| الناتج المحلي الإجمالي (تعادل القوة الشرائية) بليون دولار | 278.61 مليار                                                 | 1.09 تريليون                |
| الناتج المحلي الإجمالي الاسمي للفرد دولار أمريكي          | 51.99 ألف                                                    | 2.64 ألف                    |
| الناتج المحلي الإجمالي للفرد دولار أمريكي                 | 45.54 ألف                                                    | 5.91 ألف                    |
| مؤشر التنمية البشرية                                      | 0.900                                                        | 0.514                       |
| رمز المكالمات الدولي                                      | +45                                                          | +234                        |
| رمز الإنترنت                                              | .dk                                                          | .ng                         |
| المنطقة الزمنية                                           | توقيت وسط أوروبا، ت ع م+02:00، ت ع م+01:00، أوروبا/كوبنهاجن ‏ | ت ع م+01:00                 |

## منظمات دولية مشتركة
يشترك البلدان في عضوية مجموعة من المنظمات الدولية، منها:
| علم المنظمة | اسم المنظمة                               | تاريخ انضمام الدنمارك | تاريخ انضمام نيجيريا |
| ----------- | ----------------------------------------- | --------------------- | -------------------- |
|             | مؤسسة التنمية الدولية                     | 30 نوفمبر 1960        | 14 نوفمبر 1961       |
|             | الأمم المتحدة                             | 24 أكتوبر 1945        | 7 أكتوبر 1960        |
|             | منظمة التجارة العالمية                    | 1995                  | ?                    |
|             | منظمة الشرطة الجنائية الدولية             | ?                     | ?                    |
|             | المركز الدولي لتسوية المنازعات الاستشارية | 24 مايو 1968          | 14 أكتوبر 1966       |
|             | الاتحاد الدولي للاتصالات                  | 1866                  | 11 أبريل 1961        |
|             | الفريق المعني برصد الأرض                  | ?                     | ?                    |
|             | البنك الدولي للإنشاء والتعمير             | 30 نوفمبر 1960        | 30 مارس 1961         |
|             | الاتحاد البريدي العالمي                   | ?                     | ?                    |
|             | منظمة حظر الأسلحة الكيميائية              | ?                     | ?                    |
|             | مؤسسة التمويل الدولية                     | 20 يوليو 1956         | 30 مارس 1961         |
|             | البنك الإفريقي للتنمية                    | ?                     | ?                    |
|             | وكالة ضمان الاستثمار متعدد الأطراف        | 12 أبريل 1988         | 12 أبريل 1988        |
|             | يونسكو                                    | 4 نوفمبر 1946         | 14 نوفمبر 1960       |

## أعلام
هذه قائمة لبعض الشخصيات التي تربطها علاقات بالبلدين:
- سيمون بولسين (لاعب كرة قدم دنماركي، 7 أكتوبر 1984 – )

## وصلات خارجية
- موقع وزارة الخارجية الدنماركية
- موقع وزارة الخارجية النيجيرية